# Limendous
Limendous település Franciaországban, Pyrénées-Atlantiques megyében. Lakosainak száma 706 fő (2022. január 1.). Limendous Andoins, Espéchède, Espoey, Lourenties, Nousty, Soumoulou és Artigueloutan községekkel határos.

## Népesség
A település népességének változása:
| Lakosok száma | 596  | 649  | 686  | 706  | 725  | 734  | 743  | 723  | 706  |
|               | 2013 | 2015 | 2016 | 2017 | 2018 | 2019 | 2020 | 2021 | 2022 |